# Albert Škarvan
Albert Škarvan   (Tvrdošín, 31 de gener de 1869 - Liptovský Hrádok, 29 de març de 1926) va ser un escriptor, metge, pacifista i esperantista eslovac.

## Biografia
Durant els seus estudis de medicina va conèixer els escrits de Lev Nikolaeviĉ Tolstoj i sota la seva influència es va fer objector de consciència al servei militar. El 6 de febrer de 1895 va refusar per escrit fer el servei militar en un hospital militar, perquè això anava en contra de la seva consciència i de les seves conviccions. Va ser arrestat i va perdre el seu títol de metge. Va fugir a Rússia i va trobar Tolstoj. Finalment es va exiliar a Anglaterra. Allà va editar en rus la seva obra "El meu refús al servei militar. Llibre de notes d'un metge militar" on va descriure la seva vida i el seu concepte del món. El seu estat de salut va empitjorar i el 1898 va marxar a Suïssa, on hi restaria fins al 1910. Allà va desenvolupar diverses accions favorables al moviment esperantista, editant, per exemple, amb Evstifejev la traducció eslovaca del Fundamento de Esperanto (1907), que va ser el primer llibre sobre la llengua auxiliar internacional esperanto en llengua eslovaca. El 1907 va participar en el tercer congrés mundial d'esperanto a Cambridge, on va dir: "He vingut aquí per saludar-vos en nom d'una petita nació, poc coneguda, amagada i feta amagar [kaŝita kaj kaŝigata], tot i que es troba al bell mig d'Europa. Parlo en nom de la nació eslovaca a Hongria, la qual una vegada va formar el regne independent de Moràvia, però va perdre la seva independència...". El 1910 va tornar a Eslovàquia i el 1915 va tornar a ser arrestat fins al final de la guerra.
El 1994 la televisió eslovaca va produir una pel·lícula sobre la seva vida, amb el nom Albert, Albert amb l'actor hongarès János Bán com a protagonista.

## Obres

### En esperanto
- Fundamento de Esperanto. Edició eslovaca (Editors N. P. Evstifejev i A. Škarvan). Turčianský Svätý Martin, 1907. La segona edició es va publicar a Chicago (EUA), 1918.

### En eslovac
- Zápisky vojenského lekára. (Notes d'un metge militar, Praha 1920, reedictat Bratislava 1991)
- Vlastný životopis. (Propra biografio, Průsy, 1926)
- Slováci. (Eslovacs, Martin 1969, Bratislava 1991)
- Moja premena. (La meva transformació, Martin 1973)

També va traduir Resurecció (de L.N.Tolstoj) i diversos contes de Ĉeĥov, Turgenev, Gorkij, Dostojevskij, Maupassant i d'altres.